# Giả thuyết Silur
Giả thuyết Silur là một thí nghiệm tư duy đánh giá khả năng của khoa học hiện đại để phát hiện bằng chứng về nền văn minh tiên tiến trước đây, có lẽ vài triệu năm trước. Trong một bài báo năm 2018, Adam Frank, nhà vật lý thiên văn tại Đại học Rochester, và Gavin Schmidt, giám đốc Viện Nghiên cứu Không gian Goddard của NASA, đã tưởng tượng ra một nền văn minh tiên tiến trước khi con người xuất hiện và suy nghĩ liệu "có thể phát hiện ra một nền văn minh công nghiệp trong hồ sơ địa chất?". Họ viết, "Đôi lúc chúng tôi nghi ngờ rằng bất kỳ nền văn minh công nghiệp nào trước đó đều tồn tại trước thời đại của chúng ta, đặt câu hỏi theo cách chính thức nói rõ bằng chứng nào cho nền văn minh đó có thể giống như đặt ra những câu hỏi hữu ích của riêng nó liên quan đến những nghiên cứu về sinh học vũ trụ và thế Nhân Sinh."   Thuật ngữ 'Giả thuyết Silur' được lấy cảm hứng từ một tập phim Doctor Who thập niên 1970 với chủng loài bò sát thông minh.
Theo Frank và Schmidt, vì hóa thạch là tương đối hiếm và ít bề mặt tiếp xúc với Trái Đất là từ trước kỷ Đệ Tứ, nên cơ hội tìm thấy bằng chứng trực tiếp của một nền văn minh như các hiện vật công nghệ là rất nhỏ. Sau một khoảng thời gian lâu dài, các nhà nghiên cứu kết luận rằng chúng ta sẽ có nhiều khả năng tìm thấy bằng chứng gián tiếp như sự bất thường trong thành phần hóa học hoặc tỷ lệ đồng vị của trầm tích. Các vật thể có thể chỉ ra bằng chứng khả dĩ của các nền văn minh trong quá khứ bao gồm chất thải nhựa và chất thải hạt nhân được chôn sâu dưới lòng đất hoặc dưới đáy đại dương.
Các nền văn minh trước đó có thể đã lên vũ trụ và để lại các cổ vật trên các thiên thể khác, như Mặt Trăng và Sao Hỏa. Bằng chứng về các cổ vật trên hai thế giới này sẽ dễ tìm thấy hơn trên Trái Đất, nơi hoạt động xói mòn và kiến tạo sẽ xóa đi phần lớn những cổ vật này.
Trước tiên, Frank đã tiếp cận với Schmidt để thảo luận về cách phát hiện các nền văn minh ngoài hành tinh thông qua tác động tiềm tàng của chúng đối với khí hậu nhờ nghiên cứu về lõi băng và vòng cây. Cả hai đều nhận ra rằng giả thuyết này có thể được mở rộng và áp dụng cho Trái đất và loài người do thực tế là con người đã ở dạng hiện tại trong 300.000 năm qua và đã có công nghệ tinh vi chỉ trong vài thế kỷ qua.